# Rouvres-sous-Meilly
Rouvres-sous-Meilly é uma comuna francesa na região administrativa da Borgonha-Franco-Condado, no departamento de Côte-d'Or. Estende-se por uma área de 4,43 km². Em 2010 a comuna tinha 90 habitantes (densidade: 20,3 hab./km²).